# اکرت ۱۷۵۰
سیارک ۱۷۵۰ (به انگلیسی: 1750 Eckert، نامگذاری:1950NA1) هزار و هفتصد و پنجاهمین سیارک کشف شده‌است که در ۱۵ ژوئیه ۱۹۵۰ و در هایدلبرگ کشف شد.
قدر مطلق سیارک برابر ۱۳٫۱۵ است.